# Die Musik in Geschichte und Gegenwart
MGG, Die Musik in Geschichte und Gegenwart (Muzyka w historii i teraźniejszości) –
największa niemiecka encyklopedia muzyki. Jako źródło dotyczące zachodniej muzyki jest porównywalna w rozmiarze i opisach jedynie z Grove Dictionary of Music and Musicians. Została opublikowana przez Bärenreiter und Metzler.
Druga edycja, wydana w roku 1994 obejmowała 21 tomów, z których 9 zawierało hasła tematyczne natomiast 12 biografie. Aktualna, trzecia edycja, zawiera hasła encyklopedyczne w 10 tomach, a biografie w 17, z których jedynie 14 było dostępnych do 2005 roku.